# Coleophora eupepla
Coleophora eupepla is een vlinder uit de familie kokermotten (Coleophoridae). De wetenschappelijke naam is voor het eerst geldig gepubliceerd in 1954 door Gozmany.
De soort komt voor in Europa.